# Oskar Potiorek
Oskar Potiorek (20. november 1853 – 17. december 1933) var en østrig-ungarsk general, som var guvernør i Bosnien-Herzegovina 1911-1914. Potiorek var medpassager i bilen med ærkehertug Franz Ferdinand af Østrig-Ungarn og dennes hustru ærkehertuginde Sophie Chotek, da de blev myrdet i Sarajevo den 28. juni 1914, en hændelse, der ses som indledningen på 1. Verdenskrig.
General Potiorek havde inviteret ærkehertug Franz Ferdinand og Sophie til at se sine tropper på manøvre. Det kongelig par ankom til Sarajevo med tog og tog til Philipovic lejren, hvor Franz Ferdinand foretog en kort inspektion af tropperne. Potiorek ventede på at kunne tage det kongelige selskab ind til rådhuset i Sarajevo til en officiel modtagelse. Potiorek var i den anden bil i kortegen sammen med oberstløjtnant Franz Graf Harrach og det kongelige par. Da kortegen passerede den centrale politistation kastede Nedeljko Cabrinovic en håndgranat mod ærkehertugens bil. Chaufføren så den genstand, som kom flyvende, og satte farten op, og granaten eksploderede under hjulene på den efterfølgende bil. 
Efter at have deltaget i den officielle modtagelse på rådhuset bad Franz Ferdinand om at besøge dem, som var blevet såret af bomben. Et medlem af ærkehertugens stab, Baron Morsey, mente at dette kunne være farligt, Potiorek, som var ansvarlig for det kongelige selskabs sikkerhed, svarede: "Tror De, at Sarajevo er fuld af snigmordere?"
For at undgå bymidten besluttede Potiorek, at den kongelige bil skulle køre direkte langs honnørkajen (nu E761) til hospitalet. Potiorek glemte imidlertid at fortælle chaufføren, Leopold Loyka, om sin beslutning. På vej til hospitalet drejede Loyka til højre ind på Franz Joseph gaden ved latinerbroen 43°51′27.61″N 18°25′43.89″Ø / 43.8576694°N 18.4288583°Ø, hvor en af de sammensvorne, Gavrilo Princip, stod på hjørnet. Da chaufføren begyndte at bakke, trådte Princip frem, trak sin pistol og skød flere gange på kort afstand ind i bilen. Franz Ferdinand blev ramt i nakken og Sophie i underlivet. Ingen andre i bilen blev såret.
Der er ikke fundet beviser, som kan støtte teorier om at ærkehertugens lavt sikrede besøg i Sarajevo var planlagt af elementer indenfor den østrig-ungarske top med det formål at udsætte ham for risikoen for at blive myrdet, og dermed fjerne en potentielt besværlig kongelig person fra scenen. 
Princip hævdede senere, at kuglen, der dræbte Sophie, var tiltænkt Potiorek. Der har været tanker fremme om, at denne "den overlevendes skyldfølelse" fik Potiorek til at overtage kommandoen over de østrig-ungarere, som kæmpede mod serberne. Han var efter sigende meget nidkær i sine handlinger (han hævdede flere gange: "Jeg blev sparet i Sarajevo, så jeg kan dø som hævner!"), men var tilsyneladende ikke nogen dygtig general. Efter katastrofer lige til lærebogen i slaget ved Cer og slaget ved Kolobara blev han frataget kommandoen, hvilket efter sigende bragte ham på randen af selvmord. 

## Yderligere læsning
- Schindler, John R. (2002). "Disaster on the Drina: The Austro-Hungarian Army in Serbia, 1914". War in History. 9 (2): 159-195. doi:10.1191/0968344502wh250oa.
- Francesco Lamendola, "La Seconda e la Terza Campagna Austro-Serba" (September-December 1914) (italiensk)